# عثمان درامي
عثمان درامي (بالفرنسية: Ousmane Dramé)‏ هو لاعب كرة قدم مالي وفرنسي في مركز نصف الجناح، ولد في 25 أغسطس 1992 في باريس في فرنسا. لعب مع سبورتينغ لشبونة ب وسبورتينغ لشبونة ونادي أسكولي ونادي بادوفا ونادي فينيزيا ونادي ليتشي.

## وصلات خارجية
- عثمان درامي على موقع إي إس بي إن إف سي (الإنجليزية)
- عثمان درامي على موقع قاعدة بيانات كرة القدم.إي يو (الإنجليزية)
- عثمان درامي على موقع ليكيب (الفرنسية)
- عثمان درامي على موقع Soccerway.com (الإنجليزية)
- عثمان درامي على موقع عالم كرة القدم.نت (الإنجليزية)
- عثمان درامي على موقع GSA (الإنجليزية)